# Шанталь Ґрот
Шанталь Ґрот (нід. Chantal Groot, 19 жовтня 1982) — нідерландська плавчиня.
Призерка Олімпійських Ігор 2000, 2004 років, учасниця 2008 року.
Чемпіонка світу з плавання на короткій воді 2006 року, призерка 1999 року.
Чемпіонка Європи з водних видів спорту 2008 року, призерка 1999, 2002, 2004, 2006 років.
Чемпіонка Європи з плавання на короткій воді 2003, 2004, 2005 років, призерка 2002, 2006 років.